# سفينة متعددة الأغراض فئة شتولرغروند
كانت السفينة متعددة الأغراض فئة شتولرغروند طراز 745 عبارة عن سفينة متعددة الأغراض بُنيت لصالح المكتب الفني للدفاع 71 (م ك د 71) التابع للبحرية الألمانية في إكرنفورده وترسانة فيلهلمسهافن. لا تزال هناك ثلاث وحدات عاملة في المكتب الفني للدفاع 71، في حين بيعت سفينتين للبحرية الإسرائيلية.

## تطويرها
كُلف حوض لورسن كمقاول عام ببناء خمس سفن اختبار صغيرة (عُينت وفقاً لقائمة أرقام السفن) في 23 أكتوبر 1987، كبديل لمركبات الاختبار والدعم القديمة. كان الطراز 745 مشتقاً من فئة شفيدنيك وبُني أيضاً عبر مقاول من الباطن في حوض كروغر وحوض إلسفليتر لبناء السفن.
صُنع هيكل الفئة من الفولاذ وقُسّم إلى ثمانية أقسام عبر سبعة حواجز. ثُبتت أنظمة التوجيه عبر الدفع في المقدمة والخلف لتحسين المناورة. بُنيت السفن كمتعددة الأغراض مع قدرتها على حمل المعدات اللازمة على متنها في حاويتين. تشمل المعدات الثابتة رافعة السفينة وأماكن الإقامة للطاقم.

## سفن الفئة
| رقم الراية | الاسم      | الباني         | نزول السفينة إلى الماء | دخول الخدمة    | الخروج من الخدمة | الحالة                       |
| ---------- | ---------- | -------------- | ---------------------- | -------------- | ---------------- | ---------------------------- |
| Y863       | شتولرغروند | كروغر فيرفت    | 1 سبتمبر 1988          | 31 مايو 1989   | 2018             | معروضة للبيع                 |
| Y864       | ميتلغروند  | إلسفليتر فيرفت | 26 أبريل 1989          | 21 سبتمبر 1989 |                  | في الخدمة                    |
| Y865       | كالغروند   | كروغر فيرفت    | 2 فبراير 1989          | 8 نوفمبر 1989  | 30 سبتمبر 2004   | بيعت لإسرائيل باسم بات يام   |
| Y866       | بريتغروند  | إلسفليتر فيرفت | 2 أكتوبر 1989          | 14 فبراير 1990 |                  | في الخدمة                    |
| Y867       | بانت       | كروغر فيرفت    | 13 يوليو 1989          | 16 مايو 1990   | 9 مايو 2003      | بيعت لإسرائيل باسم بات غاليم |